# Reprise Records
Reprise Records — американський лейбл звукозапису, заснований 1960 року.

## Історія
Засновником Reprise Records став відомий американський співак Френк Сінатра. 1960 закінчився його контракт із лейблом Capitol Records, і замість подовжувати угоду, Сінатра вирішив створити власну звукозаписувальну компанію та очолити її. Першими записами, що виходили на Reprise Records, були альбоми самого Сінатри, його друзів Семмі Девіса й Діна Мартіна, та доньки співака Ненсі Сінатри.
1963 року Сінатра домовився із кінокомпанією Warner Bros. про те, що вона викупає в нього лейбл, а натомість Сінатра погоджується зніматися у кінофільмах студії. Новим керівником Reprise Records став відомий бізнесмен Мо Остін. До лейбла додалися нові виконавці, серед яких американські співаки Тріні Лопес та Фредді Кеннон, та британські виконавці Петула Кларк та The Kinks, чиї записи розповсюджувалися в США завдяки співпраці із британським лейблом Pye. Також на лейблі продовжували виходити записи самого Сінатри та його доньки, як окремих артистів, так і дуетом, і рок-співака та гітариста Джимі Гендрікса.
Протягом 1970-х років Reprise Records продовжували фокусуватися на сучасних північноамериканських виконавцях, додавши до свого каталогу записи Гордона Лайтфута, Ніла Янга, Джоні Мітчелл та The Beach Boys. Також у лейбла в черговий раз змінилася батьківська компанія: The Kinney Corporation викупила лейбл Warner Bros. Records, і врешті решт Reprise Records стала належати Warner Music Group.
На початку 2000-х років провідними артистами Reprise Records були гітарист Ерік Клептон, співак Джош Гробан, гурти Green Day, Disturbed, Filter та Steely Dan.